# نظام لیگ‌های فوتبال انگلستان

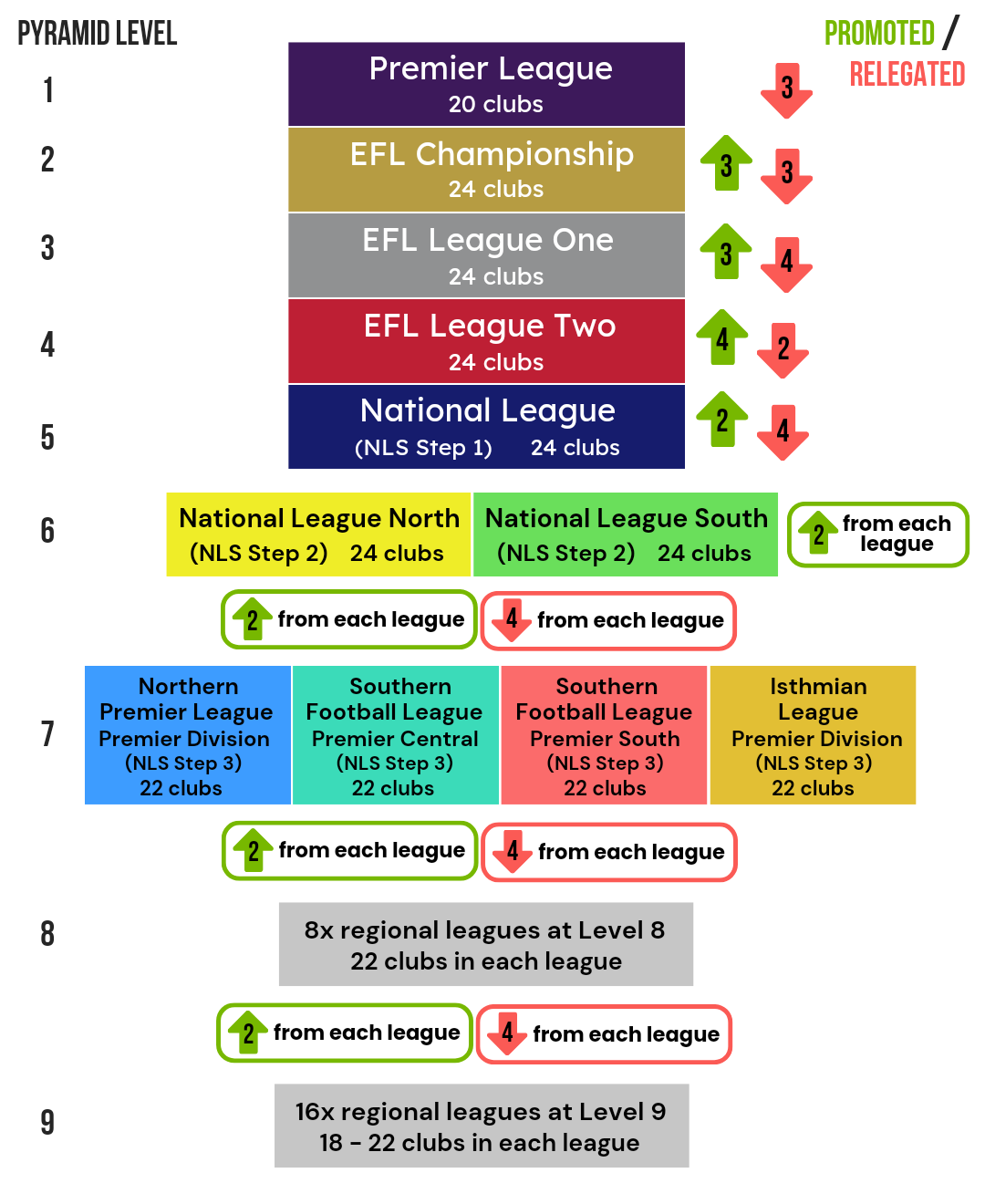
این تصویر نظام لیگ‌های فوتبال انگلستان را به شکل اینفوگرافیک نمایش می‌دهد.

نظام لیگ‌های فوتبال انگلستان (به انگلیسی: English football league system) که با نام هرم فوتبال نیز شناخته می‌شود به مجموعه‌ای از لیگ‌های به هم‌پیوستهٔ تیم‌های فوتبال مردان در انگلستان گفته می‌شود. در این مجموعه شش تیم از ولز و یک تیم از گرنزی نیز به رقابت می‌پردازند. این نظام دارای قالبی سلسه‌مراتبی همراه با قاعدهٔ صعود و سقوط بین لیگ‌ها در سطح‌های مختلف است و این اجازه را حتی برای کوچک‌ترین باشگاه‌ها فراهم می‌آورد که سرانجام در یک آینده‌ای فرضی به بالاترین سطح نظام یا راس هرم صعود کنند. در این نظام بیش از ۱۴۰ لیگ منحصر به فرد وجود دارد که شامل بیش از ۴۸۰ بخش می‌شود. تعداد دقیق تیم‌ها به دلیل ورود و خروج باشگاه‌ها از لیگ‌ها و همچنان ادغام آن‌ها به صورت سالانه متغیر است، اما با فرض میانگین ۱۵ تیم برای هر بخش برآورد می‌شود بیش از ۷۰۰۰ تیم و ۵۴۰۰ باشگاه عضو یکی از لیگ‌های این نظام هستند.
هرم فوتبال زنان در انگلستان به صورت جداگانه در نه سطح، اجرا می‌شود به علاوه برخی از تیم‌های واقع در کشور انگلیس در لیگ‌های خارج از این کشور و این نظام فوتبالی به رقابت می‌پردازند همانند تیم برویک رنجرز اف‌سی نمایندهٔ شهر مرزی برویک اپان تویید که به دلیل نزدیکی به اسکاتلند در لیگ اسکاتلند توپ می‌زند یا تیم نیو سینتز اف‌سی که نمایندهٔ دو شهر مرزی یکی در انگلستان و دیگری در ولز است و در لیگ برتر ولز به رقابت می‌پردازد.
نظام لیگ‌های فوتبال انگلستان شامل مسابقات آماتوری معروف به لیگ یکشنبه نمی‌شود. این مسابقات لیگ‌های جداگانه‌ای هستند که در آن سیستم صعود و سقوط وجود ندارد. با این‌حال تا کنون برخی از این تیم‌های لیگ‌های آماتوری برای پیشرفت بیشتر به نظام لیگ‌های فوتبال انگلیس پیوسته‌اند.

## دربارهٔ سیستم
این نظام شامل هرمی از لیگ‌ها می‌شود که بر اساس قانون صعود و سقوط به یکدیگر متصل شده‌اند. در این سیستم تعداد مشخصی از تیم‌های بالای جدول هر لیگ می‌توانند به لیگ سطح بالاتر صعود کنند، همچنین تیم‌های قعرنشین هر لیگ در پایان هر فصل به یک سطح پایین‌تر سقوط می‌کنند. علاوه بر موفقیت ورزشی، معمولاً صعود به دسته‌های بالاتر مشروط به برآورده کردن معیارهای لیگ دسته بالاتر به ویژه دارا بودن امکانات و شرایط مالی مناسب توسط تیم صعودکننده است.
در تئوری امکان این وجود دارد که یک تیم آماتور محلی از پایین‌ترین دسته تا لیگ برتر صعود کند و قهرمان شود، هر چند در عمل این اتفاق حداقل در کوتاه مدت بسیار بعید به نظر می‌رسد.
پنج سطح اول این لیگ‌ها شامل هیچ بخش موازی‌ای نمی‌شوند ولی هر چه به پایین هرم نزدیک‌تر می‌شویم سطوح مختلف شامل لیگ‌های موازی بیشتری می‌شوند که هر کدام نقاط جغرافیایی کوچک‌تری را تحت پوشش قرار می‌دهند. در سطوح پایین‌تر لیگ‌ها حالتی بی‌قاعده و پراکنده به خود می‌گیرند اگر چه در برخی از مناطق پرجمعیت لیگ‌ها به بیست سطح هم می‌رسند. همچنین لیگ‌هایی در مناطق مختلف انگلستان وجود دارند که به صورت رسمی بخشی از این سیستم به حساب نمی‌آیند چون قراردادی با لیگ‌های دیگر ندارند اما توسط هیئت‌های فوتبال منطقه‌ای به رسمیت شناخته می‌شوند. باشگاه‌های حاضر در این لیگ‌ها، چنان‌چه احساس کنند امکانات مناسب و استانداردهای لازم برای پیوستن به نظام لیگی را دارند می‌توانند برای ملحق شدن به یکی از لیگ‌های سیستم درخواست دهند.
هفت سطحی که بلافاصله پایین‌تر از لیگ برتر و لیگ فوتبال قرار می‌گیرند تحت عنوان نظام لیگ ملی شناخته می‌شوند و تحت نظارت اتحادیهٔ فوتبال انگلستان قرار دارند. این نظام طی سالیان مختلف تکامل یافته‌است. در آخرین تغییرات عمدهٔ صورت گرفته دو لیگ جدید یعنی کنفرانس جنوب و کنفرانس شمال به سطح ششم وارد شدند و بخش‌های بالای لیگ جنوبی، لیگ ایستمان و لیگ برتر جنوبی به سطح هفتم منتقل شدند. در می ۲۰۰۴ اتحادیه فوتبال انگلستان خبر از اجرای طرحی آزمایشی برای ایجاد دسته‌ای جدید پایین‌تر از لیگ فوتبال و بالاتر از کنفرانس را داد که در آن تیم‌های دوم یا ب باشگاه‌های سطوح بالاتر به رقابت می‌پردازند.

## ساختار کنونی
| سطح | لیگ‌ها و بخش‌ها                                                               | لیگ‌ها و بخش‌ها                                                               | لیگ‌ها و بخش‌ها                                                               | لیگ‌ها و بخش‌ها                                                               | لیگ‌ها و بخش‌ها                                                               | لیگ‌ها و بخش‌ها                                                               | لیگ‌ها و بخش‌ها                                                               | لیگ‌ها و بخش‌ها                                                               | لیگ‌ها و بخش‌ها                                                                | لیگ‌ها و بخش‌ها                                                                | لیگ‌ها و بخش‌ها                                                                | لیگ‌ها و بخش‌ها                                                                | لیگ‌ها و بخش‌ها                                                                | لیگ‌ها و بخش‌ها                                                                | لیگ‌ها و بخش‌ها                                                                | لیگ‌ها و بخش‌ها                                                                | لیگ‌ها و بخش‌ها                                                                | لیگ‌ها و بخش‌ها                                                                | لیگ‌ها و بخش‌ها                                                                | لیگ‌ها و بخش‌ها                                                                | لیگ‌ها و بخش‌ها                                                                | لیگ‌ها و بخش‌ها                                                                | لیگ‌ها و بخش‌ها                                                                | لیگ‌ها و بخش‌ها                                                                | لیگ‌ها و بخش‌ها                                                         | لیگ‌ها و بخش‌ها                                                         | لیگ‌ها و بخش‌ها                                                         | لیگ‌ها و بخش‌ها                                                         | لیگ‌ها و بخش‌ها                                                         | لیگ‌ها و بخش‌ها                                                         | لیگ‌ها و بخش‌ها                                                         | لیگ‌ها و بخش‌ها                                                         |
| --- | --------------------------------------------------------------------------- | --------------------------------------------------------------------------- | --------------------------------------------------------------------------- | --------------------------------------------------------------------------- | --------------------------------------------------------------------------- | --------------------------------------------------------------------------- | --------------------------------------------------------------------------- | --------------------------------------------------------------------------- | ---------------------------------------------------------------------------- | ---------------------------------------------------------------------------- | ---------------------------------------------------------------------------- | ---------------------------------------------------------------------------- | ---------------------------------------------------------------------------- | ---------------------------------------------------------------------------- | ---------------------------------------------------------------------------- | ---------------------------------------------------------------------------- | ---------------------------------------------------------------------------- | ---------------------------------------------------------------------------- | ---------------------------------------------------------------------------- | ---------------------------------------------------------------------------- | ---------------------------------------------------------------------------- | ---------------------------------------------------------------------------- | ---------------------------------------------------------------------------- | ---------------------------------------------------------------------------- | --------------------------------------------------------------------- | --------------------------------------------------------------------- | --------------------------------------------------------------------- | --------------------------------------------------------------------- | --------------------------------------------------------------------- | --------------------------------------------------------------------- | --------------------------------------------------------------------- | --------------------------------------------------------------------- |
| ۱   | لیگ برتر فوتبال انگلستان ۲۰ باشگاه - ۳ باشگاه سقوط                          | لیگ برتر فوتبال انگلستان ۲۰ باشگاه - ۳ باشگاه سقوط                          | لیگ برتر فوتبال انگلستان ۲۰ باشگاه - ۳ باشگاه سقوط                          | لیگ برتر فوتبال انگلستان ۲۰ باشگاه - ۳ باشگاه سقوط                          | لیگ برتر فوتبال انگلستان ۲۰ باشگاه - ۳ باشگاه سقوط                          | لیگ برتر فوتبال انگلستان ۲۰ باشگاه - ۳ باشگاه سقوط                          | لیگ برتر فوتبال انگلستان ۲۰ باشگاه - ۳ باشگاه سقوط                          | لیگ برتر فوتبال انگلستان ۲۰ باشگاه - ۳ باشگاه سقوط                          | لیگ برتر فوتبال انگلستان ۲۰ باشگاه - ۳ باشگاه سقوط                           | لیگ برتر فوتبال انگلستان ۲۰ باشگاه - ۳ باشگاه سقوط                           | لیگ برتر فوتبال انگلستان ۲۰ باشگاه - ۳ باشگاه سقوط                           | لیگ برتر فوتبال انگلستان ۲۰ باشگاه - ۳ باشگاه سقوط                           | لیگ برتر فوتبال انگلستان ۲۰ باشگاه - ۳ باشگاه سقوط                           | لیگ برتر فوتبال انگلستان ۲۰ باشگاه - ۳ باشگاه سقوط                           | لیگ برتر فوتبال انگلستان ۲۰ باشگاه - ۳ باشگاه سقوط                           | لیگ برتر فوتبال انگلستان ۲۰ باشگاه - ۳ باشگاه سقوط                           | لیگ برتر فوتبال انگلستان ۲۰ باشگاه - ۳ باشگاه سقوط                           | لیگ برتر فوتبال انگلستان ۲۰ باشگاه - ۳ باشگاه سقوط                           | لیگ برتر فوتبال انگلستان ۲۰ باشگاه - ۳ باشگاه سقوط                           | لیگ برتر فوتبال انگلستان ۲۰ باشگاه - ۳ باشگاه سقوط                           | لیگ برتر فوتبال انگلستان ۲۰ باشگاه - ۳ باشگاه سقوط                           | لیگ برتر فوتبال انگلستان ۲۰ باشگاه - ۳ باشگاه سقوط                           | لیگ برتر فوتبال انگلستان ۲۰ باشگاه - ۳ باشگاه سقوط                           | لیگ برتر فوتبال انگلستان ۲۰ باشگاه - ۳ باشگاه سقوط                           | لیگ برتر فوتبال انگلستان ۲۰ باشگاه - ۳ باشگاه سقوط                    | لیگ برتر فوتبال انگلستان ۲۰ باشگاه - ۳ باشگاه سقوط                    | لیگ برتر فوتبال انگلستان ۲۰ باشگاه - ۳ باشگاه سقوط                    | لیگ برتر فوتبال انگلستان ۲۰ باشگاه - ۳ باشگاه سقوط                    | لیگ برتر فوتبال انگلستان ۲۰ باشگاه - ۳ باشگاه سقوط                    | لیگ برتر فوتبال انگلستان ۲۰ باشگاه - ۳ باشگاه سقوط                    | لیگ برتر فوتبال انگلستان ۲۰ باشگاه - ۳ باشگاه سقوط                    | لیگ برتر فوتبال انگلستان ۲۰ باشگاه - ۳ باشگاه سقوط                    |
| ۲   | چمپیونشیپ ۲۴ باشگاه - ۳ باشگاه صعود، ۳باشگاه سقوط                           | چمپیونشیپ ۲۴ باشگاه - ۳ باشگاه صعود، ۳باشگاه سقوط                           | چمپیونشیپ ۲۴ باشگاه - ۳ باشگاه صعود، ۳باشگاه سقوط                           | چمپیونشیپ ۲۴ باشگاه - ۳ باشگاه صعود، ۳باشگاه سقوط                           | چمپیونشیپ ۲۴ باشگاه - ۳ باشگاه صعود، ۳باشگاه سقوط                           | چمپیونشیپ ۲۴ باشگاه - ۳ باشگاه صعود، ۳باشگاه سقوط                           | چمپیونشیپ ۲۴ باشگاه - ۳ باشگاه صعود، ۳باشگاه سقوط                           | چمپیونشیپ ۲۴ باشگاه - ۳ باشگاه صعود، ۳باشگاه سقوط                           | چمپیونشیپ ۲۴ باشگاه - ۳ باشگاه صعود، ۳باشگاه سقوط                            | چمپیونشیپ ۲۴ باشگاه - ۳ باشگاه صعود، ۳باشگاه سقوط                            | چمپیونشیپ ۲۴ باشگاه - ۳ باشگاه صعود، ۳باشگاه سقوط                            | چمپیونشیپ ۲۴ باشگاه - ۳ باشگاه صعود، ۳باشگاه سقوط                            | چمپیونشیپ ۲۴ باشگاه - ۳ باشگاه صعود، ۳باشگاه سقوط                            | چمپیونشیپ ۲۴ باشگاه - ۳ باشگاه صعود، ۳باشگاه سقوط                            | چمپیونشیپ ۲۴ باشگاه - ۳ باشگاه صعود، ۳باشگاه سقوط                            | چمپیونشیپ ۲۴ باشگاه - ۳ باشگاه صعود، ۳باشگاه سقوط                            | چمپیونشیپ ۲۴ باشگاه - ۳ باشگاه صعود، ۳باشگاه سقوط                            | چمپیونشیپ ۲۴ باشگاه - ۳ باشگاه صعود، ۳باشگاه سقوط                            | چمپیونشیپ ۲۴ باشگاه - ۳ باشگاه صعود، ۳باشگاه سقوط                            | چمپیونشیپ ۲۴ باشگاه - ۳ باشگاه صعود، ۳باشگاه سقوط                            | چمپیونشیپ ۲۴ باشگاه - ۳ باشگاه صعود، ۳باشگاه سقوط                            | چمپیونشیپ ۲۴ باشگاه - ۳ باشگاه صعود، ۳باشگاه سقوط                            | چمپیونشیپ ۲۴ باشگاه - ۳ باشگاه صعود، ۳باشگاه سقوط                            | چمپیونشیپ ۲۴ باشگاه - ۳ باشگاه صعود، ۳باشگاه سقوط                            | چمپیونشیپ ۲۴ باشگاه - ۳ باشگاه صعود، ۳باشگاه سقوط                     | چمپیونشیپ ۲۴ باشگاه - ۳ باشگاه صعود، ۳باشگاه سقوط                     | چمپیونشیپ ۲۴ باشگاه - ۳ باشگاه صعود، ۳باشگاه سقوط                     | چمپیونشیپ ۲۴ باشگاه - ۳ باشگاه صعود، ۳باشگاه سقوط                     | چمپیونشیپ ۲۴ باشگاه - ۳ باشگاه صعود، ۳باشگاه سقوط                     | چمپیونشیپ ۲۴ باشگاه - ۳ باشگاه صعود، ۳باشگاه سقوط                     | چمپیونشیپ ۲۴ باشگاه - ۳ باشگاه صعود، ۳باشگاه سقوط                     | چمپیونشیپ ۲۴ باشگاه - ۳ باشگاه صعود، ۳باشگاه سقوط                     |
| ۳   | لیگ یک فوتبال انگلستان ۲۴ باشگاه - ۳ باشگاه صعود، ۴باشگاه سقوط              | لیگ یک فوتبال انگلستان ۲۴ باشگاه - ۳ باشگاه صعود، ۴باشگاه سقوط              | لیگ یک فوتبال انگلستان ۲۴ باشگاه - ۳ باشگاه صعود، ۴باشگاه سقوط              | لیگ یک فوتبال انگلستان ۲۴ باشگاه - ۳ باشگاه صعود، ۴باشگاه سقوط              | لیگ یک فوتبال انگلستان ۲۴ باشگاه - ۳ باشگاه صعود، ۴باشگاه سقوط              | لیگ یک فوتبال انگلستان ۲۴ باشگاه - ۳ باشگاه صعود، ۴باشگاه سقوط              | لیگ یک فوتبال انگلستان ۲۴ باشگاه - ۳ باشگاه صعود، ۴باشگاه سقوط              | لیگ یک فوتبال انگلستان ۲۴ باشگاه - ۳ باشگاه صعود، ۴باشگاه سقوط              | لیگ یک فوتبال انگلستان ۲۴ باشگاه - ۳ باشگاه صعود، ۴باشگاه سقوط               | لیگ یک فوتبال انگلستان ۲۴ باشگاه - ۳ باشگاه صعود، ۴باشگاه سقوط               | لیگ یک فوتبال انگلستان ۲۴ باشگاه - ۳ باشگاه صعود، ۴باشگاه سقوط               | لیگ یک فوتبال انگلستان ۲۴ باشگاه - ۳ باشگاه صعود، ۴باشگاه سقوط               | لیگ یک فوتبال انگلستان ۲۴ باشگاه - ۳ باشگاه صعود، ۴باشگاه سقوط               | لیگ یک فوتبال انگلستان ۲۴ باشگاه - ۳ باشگاه صعود، ۴باشگاه سقوط               | لیگ یک فوتبال انگلستان ۲۴ باشگاه - ۳ باشگاه صعود، ۴باشگاه سقوط               | لیگ یک فوتبال انگلستان ۲۴ باشگاه - ۳ باشگاه صعود، ۴باشگاه سقوط               | لیگ یک فوتبال انگلستان ۲۴ باشگاه - ۳ باشگاه صعود، ۴باشگاه سقوط               | لیگ یک فوتبال انگلستان ۲۴ باشگاه - ۳ باشگاه صعود، ۴باشگاه سقوط               | لیگ یک فوتبال انگلستان ۲۴ باشگاه - ۳ باشگاه صعود، ۴باشگاه سقوط               | لیگ یک فوتبال انگلستان ۲۴ باشگاه - ۳ باشگاه صعود، ۴باشگاه سقوط               | لیگ یک فوتبال انگلستان ۲۴ باشگاه - ۳ باشگاه صعود، ۴باشگاه سقوط               | لیگ یک فوتبال انگلستان ۲۴ باشگاه - ۳ باشگاه صعود، ۴باشگاه سقوط               | لیگ یک فوتبال انگلستان ۲۴ باشگاه - ۳ باشگاه صعود، ۴باشگاه سقوط               | لیگ یک فوتبال انگلستان ۲۴ باشگاه - ۳ باشگاه صعود، ۴باشگاه سقوط               | لیگ یک فوتبال انگلستان ۲۴ باشگاه - ۳ باشگاه صعود، ۴باشگاه سقوط        | لیگ یک فوتبال انگلستان ۲۴ باشگاه - ۳ باشگاه صعود، ۴باشگاه سقوط        | لیگ یک فوتبال انگلستان ۲۴ باشگاه - ۳ باشگاه صعود، ۴باشگاه سقوط        | لیگ یک فوتبال انگلستان ۲۴ باشگاه - ۳ باشگاه صعود، ۴باشگاه سقوط        | لیگ یک فوتبال انگلستان ۲۴ باشگاه - ۳ باشگاه صعود، ۴باشگاه سقوط        | لیگ یک فوتبال انگلستان ۲۴ باشگاه - ۳ باشگاه صعود، ۴باشگاه سقوط        | لیگ یک فوتبال انگلستان ۲۴ باشگاه - ۳ باشگاه صعود، ۴باشگاه سقوط        | لیگ یک فوتبال انگلستان ۲۴ باشگاه - ۳ باشگاه صعود، ۴باشگاه سقوط        |
| ۴   | لیگ دو فوتبال انگلستان ۲۴ باشگاه - ۴باشگاه صعود، ۲باشگاه سقوط               | لیگ دو فوتبال انگلستان ۲۴ باشگاه - ۴باشگاه صعود، ۲باشگاه سقوط               | لیگ دو فوتبال انگلستان ۲۴ باشگاه - ۴باشگاه صعود، ۲باشگاه سقوط               | لیگ دو فوتبال انگلستان ۲۴ باشگاه - ۴باشگاه صعود، ۲باشگاه سقوط               | لیگ دو فوتبال انگلستان ۲۴ باشگاه - ۴باشگاه صعود، ۲باشگاه سقوط               | لیگ دو فوتبال انگلستان ۲۴ باشگاه - ۴باشگاه صعود، ۲باشگاه سقوط               | لیگ دو فوتبال انگلستان ۲۴ باشگاه - ۴باشگاه صعود، ۲باشگاه سقوط               | لیگ دو فوتبال انگلستان ۲۴ باشگاه - ۴باشگاه صعود، ۲باشگاه سقوط               | لیگ دو فوتبال انگلستان ۲۴ باشگاه - ۴باشگاه صعود، ۲باشگاه سقوط                | لیگ دو فوتبال انگلستان ۲۴ باشگاه - ۴باشگاه صعود، ۲باشگاه سقوط                | لیگ دو فوتبال انگلستان ۲۴ باشگاه - ۴باشگاه صعود، ۲باشگاه سقوط                | لیگ دو فوتبال انگلستان ۲۴ باشگاه - ۴باشگاه صعود، ۲باشگاه سقوط                | لیگ دو فوتبال انگلستان ۲۴ باشگاه - ۴باشگاه صعود، ۲باشگاه سقوط                | لیگ دو فوتبال انگلستان ۲۴ باشگاه - ۴باشگاه صعود، ۲باشگاه سقوط                | لیگ دو فوتبال انگلستان ۲۴ باشگاه - ۴باشگاه صعود، ۲باشگاه سقوط                | لیگ دو فوتبال انگلستان ۲۴ باشگاه - ۴باشگاه صعود، ۲باشگاه سقوط                | لیگ دو فوتبال انگلستان ۲۴ باشگاه - ۴باشگاه صعود، ۲باشگاه سقوط                | لیگ دو فوتبال انگلستان ۲۴ باشگاه - ۴باشگاه صعود، ۲باشگاه سقوط                | لیگ دو فوتبال انگلستان ۲۴ باشگاه - ۴باشگاه صعود، ۲باشگاه سقوط                | لیگ دو فوتبال انگلستان ۲۴ باشگاه - ۴باشگاه صعود، ۲باشگاه سقوط                | لیگ دو فوتبال انگلستان ۲۴ باشگاه - ۴باشگاه صعود، ۲باشگاه سقوط                | لیگ دو فوتبال انگلستان ۲۴ باشگاه - ۴باشگاه صعود، ۲باشگاه سقوط                | لیگ دو فوتبال انگلستان ۲۴ باشگاه - ۴باشگاه صعود، ۲باشگاه سقوط                | لیگ دو فوتبال انگلستان ۲۴ باشگاه - ۴باشگاه صعود، ۲باشگاه سقوط                | لیگ دو فوتبال انگلستان ۲۴ باشگاه - ۴باشگاه صعود، ۲باشگاه سقوط         | لیگ دو فوتبال انگلستان ۲۴ باشگاه - ۴باشگاه صعود، ۲باشگاه سقوط         | لیگ دو فوتبال انگلستان ۲۴ باشگاه - ۴باشگاه صعود، ۲باشگاه سقوط         | لیگ دو فوتبال انگلستان ۲۴ باشگاه - ۴باشگاه صعود، ۲باشگاه سقوط         | لیگ دو فوتبال انگلستان ۲۴ باشگاه - ۴باشگاه صعود، ۲باشگاه سقوط         | لیگ دو فوتبال انگلستان ۲۴ باشگاه - ۴باشگاه صعود، ۲باشگاه سقوط         | لیگ دو فوتبال انگلستان ۲۴ باشگاه - ۴باشگاه صعود، ۲باشگاه سقوط         | لیگ دو فوتبال انگلستان ۲۴ باشگاه - ۴باشگاه صعود، ۲باشگاه سقوط         |
| ۵   | لیگ ملی فوتبال انگلستان ۲۴ باشگاه - ۲باشگاه صعود، ۴ باشگاه سقوط             | لیگ ملی فوتبال انگلستان ۲۴ باشگاه - ۲باشگاه صعود، ۴ باشگاه سقوط             | لیگ ملی فوتبال انگلستان ۲۴ باشگاه - ۲باشگاه صعود، ۴ باشگاه سقوط             | لیگ ملی فوتبال انگلستان ۲۴ باشگاه - ۲باشگاه صعود، ۴ باشگاه سقوط             | لیگ ملی فوتبال انگلستان ۲۴ باشگاه - ۲باشگاه صعود، ۴ باشگاه سقوط             | لیگ ملی فوتبال انگلستان ۲۴ باشگاه - ۲باشگاه صعود، ۴ باشگاه سقوط             | لیگ ملی فوتبال انگلستان ۲۴ باشگاه - ۲باشگاه صعود، ۴ باشگاه سقوط             | لیگ ملی فوتبال انگلستان ۲۴ باشگاه - ۲باشگاه صعود، ۴ باشگاه سقوط             | لیگ ملی فوتبال انگلستان ۲۴ باشگاه - ۲باشگاه صعود، ۴ باشگاه سقوط              | لیگ ملی فوتبال انگلستان ۲۴ باشگاه - ۲باشگاه صعود، ۴ باشگاه سقوط              | لیگ ملی فوتبال انگلستان ۲۴ باشگاه - ۲باشگاه صعود، ۴ باشگاه سقوط              | لیگ ملی فوتبال انگلستان ۲۴ باشگاه - ۲باشگاه صعود، ۴ باشگاه سقوط              | لیگ ملی فوتبال انگلستان ۲۴ باشگاه - ۲باشگاه صعود، ۴ باشگاه سقوط              | لیگ ملی فوتبال انگلستان ۲۴ باشگاه - ۲باشگاه صعود، ۴ باشگاه سقوط              | لیگ ملی فوتبال انگلستان ۲۴ باشگاه - ۲باشگاه صعود، ۴ باشگاه سقوط              | لیگ ملی فوتبال انگلستان ۲۴ باشگاه - ۲باشگاه صعود، ۴ باشگاه سقوط              | لیگ ملی فوتبال انگلستان ۲۴ باشگاه - ۲باشگاه صعود، ۴ باشگاه سقوط              | لیگ ملی فوتبال انگلستان ۲۴ باشگاه - ۲باشگاه صعود، ۴ باشگاه سقوط              | لیگ ملی فوتبال انگلستان ۲۴ باشگاه - ۲باشگاه صعود، ۴ باشگاه سقوط              | لیگ ملی فوتبال انگلستان ۲۴ باشگاه - ۲باشگاه صعود، ۴ باشگاه سقوط              | لیگ ملی فوتبال انگلستان ۲۴ باشگاه - ۲باشگاه صعود، ۴ باشگاه سقوط              | لیگ ملی فوتبال انگلستان ۲۴ باشگاه - ۲باشگاه صعود، ۴ باشگاه سقوط              | لیگ ملی فوتبال انگلستان ۲۴ باشگاه - ۲باشگاه صعود، ۴ باشگاه سقوط              | لیگ ملی فوتبال انگلستان ۲۴ باشگاه - ۲باشگاه صعود، ۴ باشگاه سقوط              | لیگ ملی فوتبال انگلستان ۲۴ باشگاه - ۲باشگاه صعود، ۴ باشگاه سقوط       | لیگ ملی فوتبال انگلستان ۲۴ باشگاه - ۲باشگاه صعود، ۴ باشگاه سقوط       | لیگ ملی فوتبال انگلستان ۲۴ باشگاه - ۲باشگاه صعود، ۴ باشگاه سقوط       | لیگ ملی فوتبال انگلستان ۲۴ باشگاه - ۲باشگاه صعود، ۴ باشگاه سقوط       | لیگ ملی فوتبال انگلستان ۲۴ باشگاه - ۲باشگاه صعود، ۴ باشگاه سقوط       | لیگ ملی فوتبال انگلستان ۲۴ باشگاه - ۲باشگاه صعود، ۴ باشگاه سقوط       | لیگ ملی فوتبال انگلستان ۲۴ باشگاه - ۲باشگاه صعود، ۴ باشگاه سقوط       | لیگ ملی فوتبال انگلستان ۲۴ باشگاه - ۲باشگاه صعود، ۴ باشگاه سقوط       |
| ۶   | لیگ ملی شمال فوتبال انگلستان ۲۴ باشگاه - ۲باشگاه صعود، ۴ باشگاه سقوط        | لیگ ملی شمال فوتبال انگلستان ۲۴ باشگاه - ۲باشگاه صعود، ۴ باشگاه سقوط        | لیگ ملی شمال فوتبال انگلستان ۲۴ باشگاه - ۲باشگاه صعود، ۴ باشگاه سقوط        | لیگ ملی شمال فوتبال انگلستان ۲۴ باشگاه - ۲باشگاه صعود، ۴ باشگاه سقوط        | لیگ ملی شمال فوتبال انگلستان ۲۴ باشگاه - ۲باشگاه صعود، ۴ باشگاه سقوط        | لیگ ملی شمال فوتبال انگلستان ۲۴ باشگاه - ۲باشگاه صعود، ۴ باشگاه سقوط        | لیگ ملی شمال فوتبال انگلستان ۲۴ باشگاه - ۲باشگاه صعود، ۴ باشگاه سقوط        | لیگ ملی شمال فوتبال انگلستان ۲۴ باشگاه - ۲باشگاه صعود، ۴ باشگاه سقوط        | لیگ ملی شمال فوتبال انگلستان ۲۴ باشگاه - ۲باشگاه صعود، ۴ باشگاه سقوط         | لیگ ملی شمال فوتبال انگلستان ۲۴ باشگاه - ۲باشگاه صعود، ۴ باشگاه سقوط         | لیگ ملی شمال فوتبال انگلستان ۲۴ باشگاه - ۲باشگاه صعود، ۴ باشگاه سقوط         | لیگ ملی شمال فوتبال انگلستان ۲۴ باشگاه - ۲باشگاه صعود، ۴ باشگاه سقوط         | لیگ ملی شمال فوتبال انگلستان ۲۴ باشگاه - ۲باشگاه صعود، ۴ باشگاه سقوط         | لیگ ملی شمال فوتبال انگلستان ۲۴ باشگاه - ۲باشگاه صعود، ۴ باشگاه سقوط         | لیگ ملی شمال فوتبال انگلستان ۲۴ باشگاه - ۲باشگاه صعود، ۴ باشگاه سقوط         | لیگ ملی شمال فوتبال انگلستان ۲۴ باشگاه - ۲باشگاه صعود، ۴ باشگاه سقوط         | لیگ ملی جنوب فوتبال انگلستان ۲۴ باشگاه - ۲ باشگاه صعود، ۴ باشگاه سقوط        | لیگ ملی جنوب فوتبال انگلستان ۲۴ باشگاه - ۲ باشگاه صعود، ۴ باشگاه سقوط        | لیگ ملی جنوب فوتبال انگلستان ۲۴ باشگاه - ۲ باشگاه صعود، ۴ باشگاه سقوط        | لیگ ملی جنوب فوتبال انگلستان ۲۴ باشگاه - ۲ باشگاه صعود، ۴ باشگاه سقوط        | لیگ ملی جنوب فوتبال انگلستان ۲۴ باشگاه - ۲ باشگاه صعود، ۴ باشگاه سقوط        | لیگ ملی جنوب فوتبال انگلستان ۲۴ باشگاه - ۲ باشگاه صعود، ۴ باشگاه سقوط        | لیگ ملی جنوب فوتبال انگلستان ۲۴ باشگاه - ۲ باشگاه صعود، ۴ باشگاه سقوط        | لیگ ملی جنوب فوتبال انگلستان ۲۴ باشگاه - ۲ باشگاه صعود، ۴ باشگاه سقوط        | لیگ ملی جنوب فوتبال انگلستان ۲۴ باشگاه - ۲ باشگاه صعود، ۴ باشگاه سقوط | لیگ ملی جنوب فوتبال انگلستان ۲۴ باشگاه - ۲ باشگاه صعود، ۴ باشگاه سقوط | لیگ ملی جنوب فوتبال انگلستان ۲۴ باشگاه - ۲ باشگاه صعود، ۴ باشگاه سقوط | لیگ ملی جنوب فوتبال انگلستان ۲۴ باشگاه - ۲ باشگاه صعود، ۴ باشگاه سقوط | لیگ ملی جنوب فوتبال انگلستان ۲۴ باشگاه - ۲ باشگاه صعود، ۴ باشگاه سقوط | لیگ ملی جنوب فوتبال انگلستان ۲۴ باشگاه - ۲ باشگاه صعود، ۴ باشگاه سقوط | لیگ ملی جنوب فوتبال انگلستان ۲۴ باشگاه - ۲ باشگاه صعود، ۴ باشگاه سقوط | لیگ ملی جنوب فوتبال انگلستان ۲۴ باشگاه - ۲ باشگاه صعود، ۴ باشگاه سقوط |
| ۷   | لیگ فوتبال شمالی انگلستان بخش برتر ۲۲ باشگاه – ۲ باشگاه صعود، ۴ باشگاه سقوط | لیگ فوتبال شمالی انگلستان بخش برتر ۲۲ باشگاه – ۲ باشگاه صعود، ۴ باشگاه سقوط | لیگ فوتبال شمالی انگلستان بخش برتر ۲۲ باشگاه – ۲ باشگاه صعود، ۴ باشگاه سقوط | لیگ فوتبال شمالی انگلستان بخش برتر ۲۲ باشگاه – ۲ باشگاه صعود، ۴ باشگاه سقوط | لیگ فوتبال شمالی انگلستان بخش برتر ۲۲ باشگاه – ۲ باشگاه صعود، ۴ باشگاه سقوط | لیگ فوتبال شمالی انگلستان بخش برتر ۲۲ باشگاه – ۲ باشگاه صعود، ۴ باشگاه سقوط | لیگ فوتبال شمالی انگلستان بخش برتر ۲۲ باشگاه – ۲ باشگاه صعود، ۴ باشگاه سقوط | لیگ فوتبال شمالی انگلستان بخش برتر ۲۲ باشگاه – ۲ باشگاه صعود، ۴ باشگاه سقوط | لیگ فوتبال جنوبی انگلستان بخش مرکزی ۲۱ باشگاه – ۲ باشگاه صعود، ۳ باشگاه سقوط | لیگ فوتبال جنوبی انگلستان بخش مرکزی ۲۱ باشگاه – ۲ باشگاه صعود، ۳ باشگاه سقوط | لیگ فوتبال جنوبی انگلستان بخش مرکزی ۲۱ باشگاه – ۲ باشگاه صعود، ۳ باشگاه سقوط | لیگ فوتبال جنوبی انگلستان بخش مرکزی ۲۱ باشگاه – ۲ باشگاه صعود، ۳ باشگاه سقوط | لیگ فوتبال جنوبی انگلستان بخش مرکزی ۲۱ باشگاه – ۲ باشگاه صعود، ۳ باشگاه سقوط | لیگ فوتبال جنوبی انگلستان بخش مرکزی ۲۱ باشگاه – ۲ باشگاه صعود، ۳ باشگاه سقوط | لیگ فوتبال جنوبی انگلستان بخش مرکزی ۲۱ باشگاه – ۲ باشگاه صعود، ۳ باشگاه سقوط | لیگ فوتبال جنوبی انگلستان بخش مرکزی ۲۱ باشگاه – ۲ باشگاه صعود، ۳ باشگاه سقوط | لیگ فوتبال جنوبی انگلستان بخش جنوبی ۲۲ باشگاه – ۲ باشگاه صعود، ۴ باشگاه سقوط | لیگ فوتبال جنوبی انگلستان بخش جنوبی ۲۲ باشگاه – ۲ باشگاه صعود، ۴ باشگاه سقوط | لیگ فوتبال جنوبی انگلستان بخش جنوبی ۲۲ باشگاه – ۲ باشگاه صعود، ۴ باشگاه سقوط | لیگ فوتبال جنوبی انگلستان بخش جنوبی ۲۲ باشگاه – ۲ باشگاه صعود، ۴ باشگاه سقوط | لیگ فوتبال جنوبی انگلستان بخش جنوبی ۲۲ باشگاه – ۲ باشگاه صعود، ۴ باشگاه سقوط | لیگ فوتبال جنوبی انگلستان بخش جنوبی ۲۲ باشگاه – ۲ باشگاه صعود، ۴ باشگاه سقوط | لیگ فوتبال جنوبی انگلستان بخش جنوبی ۲۲ باشگاه – ۲ باشگاه صعود، ۴ باشگاه سقوط | لیگ فوتبال جنوبی انگلستان بخش جنوبی ۲۲ باشگاه – ۲ باشگاه صعود، ۴ باشگاه سقوط | لیگ فوتبال ایستمان بخش برتر ۲۲ باشگاه – ۲ صعود، ۴ باشگاه سقوط         | لیگ فوتبال ایستمان بخش برتر ۲۲ باشگاه – ۲ صعود، ۴ باشگاه سقوط         | لیگ فوتبال ایستمان بخش برتر ۲۲ باشگاه – ۲ صعود، ۴ باشگاه سقوط         | لیگ فوتبال ایستمان بخش برتر ۲۲ باشگاه – ۲ صعود، ۴ باشگاه سقوط         | لیگ فوتبال ایستمان بخش برتر ۲۲ باشگاه – ۲ صعود، ۴ باشگاه سقوط         | لیگ فوتبال ایستمان بخش برتر ۲۲ باشگاه – ۲ صعود، ۴ باشگاه سقوط         | لیگ فوتبال ایستمان بخش برتر ۲۲ باشگاه – ۲ صعود، ۴ باشگاه سقوط         | لیگ فوتبال ایستمان بخش برتر ۲۲ باشگاه – ۲ صعود، ۴ باشگاه سقوط         |
| ۸   | لیگ فوتبال شمالی انگلستان دسته یک شرق ۱۹ باشگاه – ۲ صعود، ۱ تا ۳ سقوط       | لیگ فوتبال شمالی انگلستان دسته یک شرق ۱۹ باشگاه – ۲ صعود، ۱ تا ۳ سقوط       | لیگ فوتبال شمالی انگلستان دسته یک شرق ۱۹ باشگاه – ۲ صعود، ۱ تا ۳ سقوط       | لیگ فوتبال شمالی انگلستان دسته یک شرق ۱۹ باشگاه – ۲ صعود، ۱ تا ۳ سقوط       | لیگ فوتبال شمالی انگلستان دسته یک میدلندز ۲۰ باشگاه – ۲ صعود، ۲ تا ۴ سقوط   | لیگ فوتبال شمالی انگلستان دسته یک میدلندز ۲۰ باشگاه – ۲ صعود، ۲ تا ۴ سقوط   | لیگ فوتبال شمالی انگلستان دسته یک میدلندز ۲۰ باشگاه – ۲ صعود، ۲ تا ۴ سقوط   | لیگ فوتبال شمالی انگلستان دسته یک میدلندز ۲۰ باشگاه – ۲ صعود، ۲ تا ۴ سقوط   | لیگ فوتبال شمالی انگلستان دسته یک غرب ۲۰ باشگاه – ۲ صعود، ۲ تا ۴ سقوط        | لیگ فوتبال شمالی انگلستان دسته یک غرب ۲۰ باشگاه – ۲ صعود، ۲ تا ۴ سقوط        | لیگ فوتبال شمالی انگلستان دسته یک غرب ۲۰ باشگاه – ۲ صعود، ۲ تا ۴ سقوط        | لیگ فوتبال شمالی انگلستان دسته یک غرب ۲۰ باشگاه – ۲ صعود، ۲ تا ۴ سقوط        | لیگ فوتبال جنوبی انگلستان دسته یک مرکزی ۲۰ باشگاه – ۲ صعود، ۲ تا ۴ سقوط      | لیگ فوتبال جنوبی انگلستان دسته یک مرکزی ۲۰ باشگاه – ۲ صعود، ۲ تا ۴ سقوط      | لیگ فوتبال جنوبی انگلستان دسته یک مرکزی ۲۰ باشگاه – ۲ صعود، ۲ تا ۴ سقوط      | لیگ فوتبال جنوبی انگلستان دسته یک مرکزی ۲۰ باشگاه – ۲ صعود، ۲ تا ۴ سقوط      | لیگ فوتبال جنوبی انگلستان دسته یک جنوب ۱۹ باشگاه – ۲ صعود، ۱ تا ۳ سقوط       | لیگ فوتبال جنوبی انگلستان دسته یک جنوب ۱۹ باشگاه – ۲ صعود، ۱ تا ۳ سقوط       | لیگ فوتبال جنوبی انگلستان دسته یک جنوب ۱۹ باشگاه – ۲ صعود، ۱ تا ۳ سقوط       | لیگ فوتبال جنوبی انگلستان دسته یک جنوب ۱۹ باشگاه – ۲ صعود، ۱ تا ۳ سقوط       | لیگ فوتبال ایستمان دسته یک مرکزی جنوب ۱۹ باشگاه – ۲ صعود، ۱ تا ۳ سقوط        | لیگ فوتبال ایستمان دسته یک مرکزی جنوب ۱۹ باشگاه – ۲ صعود، ۱ تا ۳ سقوط        | لیگ فوتبال ایستمان دسته یک مرکزی جنوب ۱۹ باشگاه – ۲ صعود، ۱ تا ۳ سقوط        | لیگ فوتبال ایستمان دسته یک مرکزی جنوب ۱۹ باشگاه – ۲ صعود، ۱ تا ۳ سقوط        | لیگ فوتبال ایستمان دسته یک شمال ۲۰ باشگاه – ۲ صعود، ۲ تا ۴ سقوط       | لیگ فوتبال ایستمان دسته یک شمال ۲۰ باشگاه – ۲ صعود، ۲ تا ۴ سقوط       | لیگ فوتبال ایستمان دسته یک شمال ۲۰ باشگاه – ۲ صعود، ۲ تا ۴ سقوط       | لیگ فوتبال ایستمان دسته یک شمال ۲۰ باشگاه – ۲ صعود، ۲ تا ۴ سقوط       | لیگ فوتبال ایستمان دسته یک جنوب شرقی ۲۰ باشگاه – ۲ صعود، ۲ تا ۴ سقوط  | لیگ فوتبال ایستمان دسته یک جنوب شرقی ۲۰ باشگاه – ۲ صعود، ۲ تا ۴ سقوط  | لیگ فوتبال ایستمان دسته یک جنوب شرقی ۲۰ باشگاه – ۲ صعود، ۲ تا ۴ سقوط  | لیگ فوتبال ایستمان دسته یک جنوب شرقی ۲۰ باشگاه – ۲ صعود، ۲ تا ۴ سقوط  |